# Badonviller
Badonviller település Franciaországban, Meurthe-et-Moselle megyében. Lakosainak száma 1533 fő (2022. január 1.). Badonviller Montreux, Ancerviller, Angomont, Bréménil, Fenneviller, Neuviller-lès-Badonviller, Pexonne, Pierre-Percée és Saint-Maurice-aux-Forges községekkel határos.

## Népesség
A település népességének változása:
| Lakosok száma | 2050 | 1812 | 1512 | 1579 | 1608 | 1557 | 1551 | 1548 | 1559 | 1533 |
|               | 1968 | 1982 | 1999 | 2006 | 2011 | 2015 | 2017 | 2018 | 2020 | 2022 |